# Kabinett Murayama
Das Kabinett Murayama (jap. 村山内閣, Murayama naikaku) regierte Japan unter Führung von Premierminister Tomiichi Murayama vom 30. Juni 1994 bis zu einer Kabinettsumbildung am 8. August 1995. Das Koalitionskabinett von Liberaldemokratischer Partei (LDP), Sozialistischer Partei (SPJ) und Neuer Partei Sakigake (NPS) war die erste japanische Regierung unter Führung eines sozialistischen Premierministers seit 1948, wenngleich die LDP die relative Mehrheit der Sitze der Nationalversammlung besaß. Letztere hatte bei der Shūgiin-Wahl 1993 ihre absolute Mehrheit verloren und saß unter den Anti-LDP-Koalitionskabinetten Hosokawa und Hata in der Opposition. Nachdem die Regierungsparteien SPJ und NPS im April 1994 ihren Austritt aus der Hosokawa-Koalition erklärten, regierte Tsutomu Hata mit den verbliebenen Parteien als Minderheitsregierung. Unter diesen Umständen vereinbarten LDP, SPJ und NPS die Bildung eines neuen Kabinetts unter sozialistischer Führung, sodass die LDP in die Regierung zurückkehren konnte und Murayama im Juni 1994 zum Premierminister gewählt wurde. Besonders kritisiert wurde diese Regierung für ihr Krisenmanagement infolge des Erdbebens von Kōbe im Januar 1995; bei der Sangiin-Wahl im Juli des Jahres musste die SPJ herbe Verluste verzeichnen.

## Staatsminister
| Amt                                                                                              | Name                                | Bild                | Partei | Faktion          |
| ------------------------------------------------------------------------------------------------ | ----------------------------------- | ------------------- | ------ | ---------------- |
| Premierminister                                                                                  | Tomiichi Murayama                   | Tomiichi Murayama   | SPJ    | (Seikōken)       |
| Justizminister                                                                                   | Isao Maeda                          |                     | LDP    | Obuchi           |
| Außenminister Stellvertretender Premierminister                                                  | Yōhei Kōno                          | Yōhei Kōno          | LDP    | (Miyazawa)       |
| Finanzminister                                                                                   | Masayoshi Takemura                  |                     | NPS    | —                |
| Bildungsminister                                                                                 | Kaoru Yosano                        | Kaoru Yosano        | LDP    | Watanabe         |
| Gesundheits- und Sozialminister                                                                  | Shōichi Ide                         |                     | NPS    | —                |
| Minister für Landwirtschaft, Forsten und Fischerei                                               | Taichirō Ōgawara                    |                     | LDP    | Watanabe         |
| Minister für Internationalen Handel und Industrie                                                | Ryūtarō Hashimoto                   | Ryūtarō Hashimoto   | LDP    | Obuchi           |
| Verkehrsminister                                                                                 | Shizuka Kamei                       | Shizuka Kamei       | LDP    | Mitsuzuka        |
| Postminister                                                                                     | Ōide Shun                           |                     | SPJ    |                  |
| Arbeitsminister                                                                                  | Manzō Hamamoto                      |                     | SPJ    |                  |
| Bauminister                                                                                      | Nosaka Kōken                        |                     | SPJ    | Shinsei Kenkyūjo |
| Innenminister Vorsitzender der Nationalen Kommission für Öffentliche Sicherheit                  | Hiromu Nonaka                       | Hiromu Nonaka       | LDP    | Obuchi           |
| Chefkabinettssekretär                                                                            | Kōzō Igarashi                       |                     | SPJ    |                  |
| Leiter der Behörde für Management und Koordination                                               | Tsuruo Yamaguchi                    |                     | SPJ    | Seikōken         |
| Leiter der Verteidigungsbehörde                                                                  | Tokuichirō Tamazawa                 | Tokuichirō Tamazawa | LDP    | Mitsuzuka        |
| Leiter des Wirtschaftsplanungsamts                                                               | Masahiko Kōmura                     | Masahiko Kōmura     | LDP    | Kōmoto           |
| Leiterin der Behörde für Wissenschaft und Technologie                                            | Makiko Tanaka                       | Makiko Tanaka       | LDP    | —                |
| Leiter der Umweltbehörde                                                                         | Shin Sakurai bis 14. August 1994    |                     | LDP    | Mitsuzaka        |
| Leiter der Umweltbehörde                                                                         | Sōhei Miyashita ab 14. August 1994  | Sōhei Miyashita     | LDP    | Mitsuzuka        |
| Leiter der Behörde für Staatsland                                                                | Kiyoshi Ozawa                       |                     | LDP    | Miyazawa         |
| Leiter der Behörde für die Entwicklung Hokkaidōs Leiter der Behörde für die Entwicklung Okinawas | Sadatoshi Ozato bis 20. Januar 1995 | Sadatoshi Ozato     | LDP    | Miyazawa         |
| Leiter der Behörde für die Entwicklung Hokkaidōs Leiter der Behörde für die Entwicklung Okinawas | Kiyoshi Ozawa ab 20. Januar 1995    |                     | LDP    | Miyazawa         |
| Staatsminister für Katastrophenschutz                                                            | Sadatoshi Ozato ab 20. Januar 1995  | Sadatoshi Ozato     | LDP    | Miyazawa         |

Anmerkung: Premierminister und Parteivorsitzende gehören während ihrer Amtszeit offiziell keiner Faktion an.

## Rücktritt/Wechsel
- Der Leiter der Umweltbehörde Sakurai trat am 14. August 1994 nach beschönigenden Aussagen über Japans Rolle im Zweiten Weltkrieg zurück.
- Der Leiter der Behörde für die Entwicklung Hokkaidōs und Okinawas Ozato wurde kurz nach dem Erdbeben von Kōbe zum Staatsminister für Katastrophenschutz berufen. Seinen bisherigen Posten übernahm Kiyoshi Ozawa.